# 1953
1953 (MCMLIII) fon un any començat en dijous.

## Esdeveniments
Països Catalans
Resta del món
- 28 de febrer - Cambridge (Anglaterra): James Watson i Francis Crick anuncien el descobriment de l'estructura química de l'ADN, obtinguda al Cavendish Laboratory.
- 6 de març - Unió Soviètica: Gueorgui Malenkov succeeix a Stalin al capdavant del govern soviètic.
- 26 de març - Pittsburgh (Pennsilvània, EUA): Jonas Salk inventa la vacuna contra la poliomielitis.
- 2 de maig - Amman (Jordània): Hussein ibn Talal, rei efectiu del país des de l'11 d'agost de l'any anterior, n'ocupa el tron en complir 18 anys.
- 29 de maig - Nepal: L'explorador i alpinista neozelandès Edmund Hillary i el xerpa Tenzing Norgay són les primeres persones a aconseguir fer el cim de l'Everest.
- 26 de juliol - Santiago (Cuba): 165 joves encapçalats per Fidel Castro assalten el quarter de Moncada (Revolució Cubana).
- 27 de juliol - Armistici en Corea consagrant l'statu quo ante bellum. Els Estats Units han perdut 30.000 soldats, i 115.000 van ser ferits.
- 12 d'agost - Inici del Hartal de 1953
- 27 d'agost - Es firma el Concordat entre la Santa Seu i govern franquista.
- 26 de setembre - Es firma el Pacte de Madrid entre els Estats Units d'Amèrica i govern franquista.
- 9 de novembre - Cambodja s'independitza de França.
- 30 de desembre - els Estats Units: s'hi posen a la venda els primers televisors en color.

### Premis Nobel
| Camp                  | Guardonats                                |
| --------------------- | ----------------------------------------- |
| Física                | - Frits Zernike                           |
| Química               | - Hermann Staudinger                      |
| Medicina o Fisiologia | - Hans Adolf Krebs - Fritz Albert Lipmann |
| Literatura            | - Winston Churchill                       |
| Pau                   | - George Marshall                         |

## Naixements
Països Catalans
- 18 de gener - Aiguafreda, Osona: Conxita Puig i Barata, esquiadora catalana, especialitzada en esquí alpí.[1]
- 26 de gener - Barcelona: Anna Jaques Vidal, jugadora de futbol pionera, que ha jugat en la posició de defensa.[2]
- 1 de febrer - Benicarló, província de Castelló: Àngel Alonso Herrera, conegut com a “Pitxi Alonso”, futbolista, entrenador i seleccionador nacional de Catalunya.
- 20 de febrer - Girona: Glòria Compte i Massachs, metgessa pediatra (m. 2007).[3]
- 24 de febrer - Barcelona: Lina Badimon Maestro, fisiòloga catalana, experta en recerca cardiovascular.[4]
- 4 de març - Palma: Agustí Villaronga, director de cinema i guionista mallorquí (m. 2023).[5]
- 30 de març - Barcelona: Mar Targarona, directora, guionista, productora de cinema i actriu catalana.[6]
- 2 d'abril - Barcelona: Miquel de Palol i Muntanyola, poeta i narrador català.[7]
- 14 d'abril - Barcelonès: Mercè Conesa González, periodista d'El Periódico de Catalunya, i feminista (m. 2009).
- 19 d'abril - València: Marc Granell i Rodríguez, poeta valencià.[8]
- 21 d'abril - John Brumby, polític australià.[9]
- 24 d'abril - Castelló de la Plana: Teresa Domingo Segarra, economista, professora universitària i política; ha estat diputada europea.[10]
- 30 d'abril - Barcelona: Joan Massagué Solé, científic.[11]
- 3 de maig - Barcelona: Dolors Nadal i Aymerich, advocada i política catalana.[12]
- 29 de maig - Alaquàs: Elvira García Campos, mestra i política socialista valenciana.[13]
- 24 de juny, Cubells: Inés Sabanés Nadal, llicenciada en Educació física i política espanyola.[14]
- 29 de juny, Terrassa: Magdalena Heras i Fortuny, cardiòloga catalana (m. 2014).[15]
- 4 de juliol, Palma: Aina Maria Salom Soler, farmacèutica i política i diputada mallorquina.[16]
- 7 de juliol - Flix: Xavier Sabaté i Ibarz, polític català.
- 20 de juliol - Valls, Alt Camp: Margarida Aritzeta i Abad, escriptora catalana.[17]
- 29 de juliol - Perpinyà: Dominique Bona, escriptora nord-catalana multipremiada que publica novel·les i biografies en francès.[18]
- 17 de setembre - Esplugues de Llobregat: Joan Isaac, cantant i compositor.
- 28 de setembre - Barcelona: Dolors Udina i Abelló, traductora catalana.
- 20 d'octubre
  - Barcelona: Rodolfo del Hoyo Alfaro, escriptor.[19]
  - Istanbulː Isak Andic Ermay, empresari, fundador de Mango i el català més ric (m. 2024).[20]
- 23 d'octubre - Sitges: David Jou i Mirabent, poeta, físic i assagista català.
- 18 de novembre - Reus, Baix Camp: Pere Anguera i Nolla, escriptor i historiador català.
- 20 de desembre - València: José Luis Roberto Navarro, polític ultradretà i empresari.
- Barcelona: Rafael Bufill, dissenyador industrial.

Resta del món
- 1 de gener, Changsha (Xina): Han Shaogong (en xinès simplificat: 韩少功; en pinyin: Hán Shǎogōng), escriptor xinès.[21]
- 26 de gener, Ginnerup, Dinamarca: Anders Fogh Rasmussen, polític danès, 49è Primer Ministre de Dinamarca.
- 5 de febrer, Cabrera, Colòmbia: Mono Jojoy, guerriller colombià, comandant en cap de les operacions militars i membre del Secretariat de les FARC.
- 19 de febrer, Madrid: Victoria Vera, actriu espanyola.[22]
- 24 de febrer, Bait Hanun, Palestina: Salah Shehadeh, líder de Hamàs (m. 2002).[23]
- 25 de febrer, Madrid: José María Aznar López, polític espanyol, President de la comunitat de Castella i Lleó, 1987-1989), President del Govern Espanyol, 1996-2004) president d'honor del Partit Popular i de la FAES.
- 28 de febrer, Nova York, EUA: Paul Krugman, economista nord-americà, Premi Nobel d'Economia de l'any 2008.
- 5 de març, 
  - Estocolm, Suècia: Katarina Frostenson, poetessa i escriptora sueca, acadèmica.[24]
  - Madrid: Pilar García Mouton, filòloga, professora d'investigació al CSIC, especialista en dialectologia i geografia lingüística.[25]
- 6 de març, Bronx, Estat de Nova York, U.S.: Carolyn Porco, científica planetària americana.[26]
- 12 de març, Mitrovicë, Iugoslàvia: Avni Spahiu, diplomàtic i periodista kosovar.
- 15 de març, Tirana, Albània: Arta Dade, llicenciada en literatura i política albanesa; ha estat Ministra de Cultura i Ministra d'Exteriors.[27]
- 16 de març, París, França: Isabelle Huppert, actriu i productora de cinema francesa.[28]
- 2 d'abril, Marràqueix: Malika Oufkir, escriptora amaziga marroquina.[29]
- 8 d'abril, Tunis: Pierre Haski, periodista.
- 13 d'abril, Amiens: Brigitte Trogneux, professora de literatura i esposa d'Emmanuel Macron.[30]
- 26 d'abril, Oslo, Noruega: A. K. Dolven, artista noruega contemporània, amb una obra que inclou pintura, videoart i instal·lacions.[31]
- 28 d'abril, Santiago de Xile: Roberto Bolaño, novel·lista i poeta xilè.[32]
- 6 de maig, Edimburg, Escòcia: Tony Blair, advocat, Primer Ministre del Regne Unit (1997-2007).[33]
- 13 de maig, Madrid: Miguel García-Baró, filòsof espanyol.
- 15 de maig, Reading (Berkshire), Regne Unit: Mike Oldfield, compositor i músic.
- 16 de maig: Kitanoumi Toshimitsu, lluitador de sumo.
- 23 de maig, Butare, Ruanda: Agathe Uwilingiyimana, política ruandesa, primera cap de govern femenina de Ruanda.[34]
- 24 de maig: Diego Cugia, escriptor i periodista italià.
- 25 de maig: Nova York: Eve Ensler, dramaturga, feminista i activista social estatunidenca autora d'Els monòlegs de la vagina.[35]
- 1 de juny:
  - Fuping, Shaanxi: Xi Jinping, polític xinès, President de la República Popular de la Xina.
  - Bærum, Noruega: Liv Arnesen, esquiadora d'esquí nòrdic, guia i conferenciant.[36]
- 10 de juny, París: Dominique de Courcelles, historiadora de les idees francesa, paleògrafa, restauradora arquitectònica i teòloga.[37]
- 17 de juny, Frederiksberg, Dinamarca: Eva Koch, escultora i videoartista danesa.[38]
- 21 de juny, Karachi: Benazir Bhutto, política pakistanesa que fou primera ministra (m. 2007).[39]
- 22 de juny, Nova York: Cyndi Lauper, cantant i actriu estatunidenca.[40]
- 23 de juny, Karachi (Pakistan): Benazir Bhutto, política pakistanesa que fou primera ministra del seu país (m. 2007).[41]
- 6 de juliol, Seguin, Texas, Estats Units: Nanci Griffith, cantant, guitarrista i autora de cançons de country estatunidenca.[42]
- 12 de juliol, Lidingö, Suècia: John Ausonius, autor d'una sèrie d'atacs racistes comesos el 1991 i 1992 a les ciutats d'Estocolm i Uppsala.
- 29 de juliol, Deal (Nova Jersey, EUA): Patti Scialfa, cantautora i guitarrista nord-americana, membre de l'E Street Band des de 1984.[43]
- 9 d'agost, Troyes, França:Jean Tirole, economista francès, Premi Nobel d'Economia de l'any 2014.[44]
- 11 d'agost, Xangai: Chen Danqing, pintor, escriptor i crític d'art xinès conegut per les seves pintures dels tibetans.[45]
- 13 d'agost, Montevideo, Uruguai: Carmen de Posadas Mañé, escriptora hispano-uruguaiana, resident a Espanya.[46]
- 14 d'agost, Los Angeles, Califòrnia, EUA: James Horner, compositor de cinema estatunidenc
- 17 d'agost, Nițchidorf, Romania: Herta Müller, escriptora alemanya d'origen romanès, Premi Nobel de Literatura de l'any 2009.[47]
- 12 de setembre, Washington DC: Nan Goldin, fotògrafa i activista estatunidenca.[48]
- 1 d'octubre, Oslo, Noruega: Grete Waitz, atleta noruega especialista en marató, cursa de fons, 5 cops campiona del món (m. 2011).[49]
- 4 d'octubre - Zúric, Suïssa: Andreas Vollenweider, músic, compositor i cantant música new-age.
- 5 d'octubre - Nanquín (Xina): Zhang Xinxin (xinès simplificat: 张辛欣), periodista, realitzadora de cinema i televisió, directora teatral, dissenyadora i escriptora xinesa.[50]
- 9 d'octubre - París: Sophie Calle, escriptora, fotògrafa i artista conceptual francesa.[51]
- 10 d'octubre - Milà, Llombardia: Elisabetta Viviani, actriu, cantant i presentadora de televisió italiana.
- 3 de desembre - Fort-de-France, Martinica: Patrick Chamoiseau, escriptor francès, Premi Goncourt 1992.[52]
- 3 de desembre - Càller: Gianfranco Cabiddu. Guionista i director de cinema.
- 17 de desembre - Montevideo: Ana Olivera, professora i política uruguaiana.[53]

## Necrològiques
Països Catalans
- 4 de febrer - Vilanova i la Geltrú: Eulàlia Rosell i Capdevila, destacada activista cultural i esperantista catalana (n.1879).[54]
- 9 d'octubre - la Vall d'Uixó (la Plana Baixa): Honori Garcia i Garcia, notari, historiador i publicista valencià (n. 1896).
- 13 d'octubre - Barcelona: Joan Llongueras i Badia, músic, pedagog de la música i poeta català.[55]
- 19 de novembre - Olot: Carme Gotarde i Camps, fotògrafa catalana, i també pintora, dibuixant i escultora (n. 1892).[56]
- 21 de novembre - Barcelonaː Antònia Ferreras Bertran, pintora i il·lustradora catalana, coneguda per les pintures de flors (n. 1873).[57]

Resta del món
- 1 de gener - Oak Hill, Virgínia de l'Oest, (EUA): Hank Williams, cantant, compositor i músic estatunidenc.
- 26 de febrer - Amsterdam: Elisabeth Kuyper, compositora romàntica i directora d'orquestra neerlandesa (m. 1877).[58]
- 5 de març - Moscou (Rússia):
  - Serguei Prokófiev, compositor rus, d'origen ucraïnès (n. 1891)[59]
  - Ioseb Visarionovitx Djugaixvili, conegut com a Ióssif Stalin, polític soviètic d'origen georgià, cap de l'estat des de 1924 (n. 1878).[60]
- 4 d'abril - 
  - Cascais (Portugal): Carles II de Romania, Rei de Romania Va pujar al tron després del cop d'estat de 1930 contra el seu fill Miquel I de Romania i va romandre-hi fins a l'any 1940 (n. 1893)[60]
  - París: Rachilde, escriptora i editora de premsa francesa (n. 1860).[61]
- 9 d'abril - Los Angeles, Estats Units: Hans Reichenbach, físic, lògic i un dels més importants filòsofs de la ciència del segle xx (n. 1891).[62]
- 28 d'abril - Santiago de Xile: Roberto Bolaño, escriptor i poeta.
- 29 d'abril - París: Alice Prin, pintora, actriu, model i cantant de cabaret francesa.[63]
- 8 de maig - Delmenhorst: Anna Rüling, periodista, de les primeres activistes en favor dels drets de les dones lesbianes (n. 1880).[64]
- 16 de maig - Samois-sur-Seine, París: Django Reinhardt, guitarrista de jazz (n. 1910).[65]
- 19 de juny - Estats Units: Són executats el matrimoni Julius i Ethel Rosenberg, acusats d'espionatge per passar a l'URSS documents sobre la bomba atòmica.
- 27 de juny, Monteagle, Tennessee: Mary Anderson, promotora immobiliària, ranxera, viticultora, inventora de l'eixugaparabrisa.[66]
- 30 de juny, Estocolm: Elsa Beskow, autora i il·lustradora de llibres infantils sueca.[67]
- 12 de juliol - Sart-lez-Spa (Bèlgica): Joseph Jongen, compositor belga (n. 1783).[59]
- 23 de juliol, illa Valentia, Irlanda: Maude Delap, biòloga marina, especialista en meduses.[68]
- 25 de juliol - Simancas, Espanya: Alice Bache Gould, matemàtica, filantropa i historiadora estatunidenca (n. 1868).[69]
- 26 de juliol - Santiago de Cuba, Cuba: Abel Santamaría, líder del moviment revolucionari cubà (n. 1927).[70]
- 1 de setembre - Mont-Cemet, Barcelonette, França: Jacques Thibaud, violinista francès (n. 1880).[71]
- 8 de novembre - París (França): Ivan Bunin, escriptor rus, Premi Nobel de Literatura de 1933 (n. 1870).
- 9 de novembre - Nova York (els EUA): Dylan Thomas, escriptor gal·lès (n. 1914).[72]
- 28 de setembre - Pasadena, Califòrnia: Edwin Hubble, astrònom nord-americà.
- 8 d'octubre - Preston, Lancashire, Anglaterra: Kathleen Ferrier, contralt britànica (n. 1912).[73]
- 30 d'octubre - 
  - San Francisco (els EUA): William Kapell, pianista estatunidenc (n. 1922).
  - San Francisco: Alice Eastwood, botànica estatunidenca (n.1859).[74]
- 18 de novembre - Chevy Chase, Maryland: Ruth Crawford Seeger, compositora nord-americana (n. 1901).[75]
- 27 de novembre - Boston, Massachusetts (EUA): Eugene O'Neill, dramaturg estatunidenc, Premi Nobel de Literatura de 1936 (n. 1888).
- 19 de desembre - Pasadena, California (EUA): Robert Andrews Millikan, físic nord-americà, Premi Nobel de Física de 1923 (n. 1868).